# I'll Show You
I'll Show You is een nummer van de Canadese zanger Justin Bieber uit 2015. Het is de derde single van zijn vierde studioalbum Purpose, waarvan het verscheen als promotiesingle.

## Achtergrondinformatie
"I'll Show You" is een persoonlijk nummer van Bieber waarin hij zich kwetsbaar opstelt. De tekst is autobiografisch en gaat over Biebers publieke imago, de druk van roem en de behoefte aan menselijk contact. Bieber geeft toe dat hij veel fouten maakte gedurende zijn carrière, maar dat hij nu is veranderd. Ook haalt hij aan dat zijn fouten werden uitvergroot doordat hij al sinds zijn 14e in het middelpunt van de belangstelling staat. Met "I'll Show You" legt hij uit dat hij, net als de meeste tieneridolen, nooit de kans heeft gekregen om buiten de schijnwerpers te treden.
Het nummer werd een hit in Biebers thuisland Canada en bereikte daar de 8e positie. Ook daarbuiten drong het nummer door tot in de hitlijsten. De plaat haalde de Nederlandse Top 40 of Tipparade niet, maar in de Single Top 100 werd de 7e positie gehaald. In de Vlaamse Ultratop 50 bereikte het nummer de 38e positie.

## Tracklijst
Muziekdownload
1. "I'll Show You" - 3:19